# 张青 (外交官)
张青，中华人民共和国政治人物、外交官。
1990年，担任首位中华人民共和国驻新加坡大使。1993年，由杨文昌接任，其改任中华人民共和国驻越南大使。